# 禾寮港街

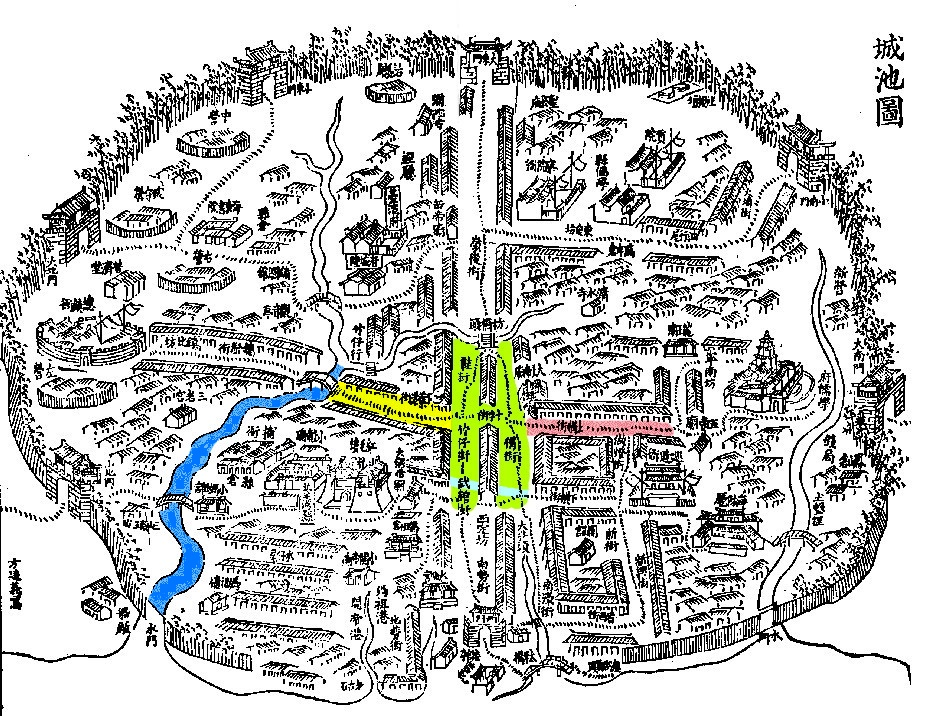
清朝乾隆年間的臺灣城池圖
禾寮港街、鞋街、竹仔街、上橫街等共同構成了街坊中心的十字大街
禾寮港街，南北向
鞋街、竹仔街，東西向
上橫街、南北向
德慶溪與溝仔底溪水合流後稱為禾寮港

22°59′47″N 120°12′14″E / 22.99639°N 120.20389°E
禾寮港街，部分文獻稱禾港街、下寮港街，是明鄭時期承天府以及清朝臺灣府城鎮北坊的一條大街，禾寮港街與普羅民遮街交會形成十字大街，是臺灣府城的街坊中心。禾寮港街是今日臺灣臺南市忠義路的前身，其範圍約為今日忠義路二段158巷口到成功路之間的忠義路。

## 歷史

### 起源
禾寮港在明鄭時期是移民聚居地，該處多稻草搭成的茅屋而得名。
禾寮港街形成的時間不明確，有可能在荷蘭統治時期即已存在。17世紀中葉，荷蘭殖民者興建了歐式的普羅民遮街（今民權路）。禾寮港為德慶溪下游的溪段，德慶溪與溝仔底溪水合流後稱為禾寮港。漢人聚居形成禾寮港街，與普羅民遮街交會成十字大街。

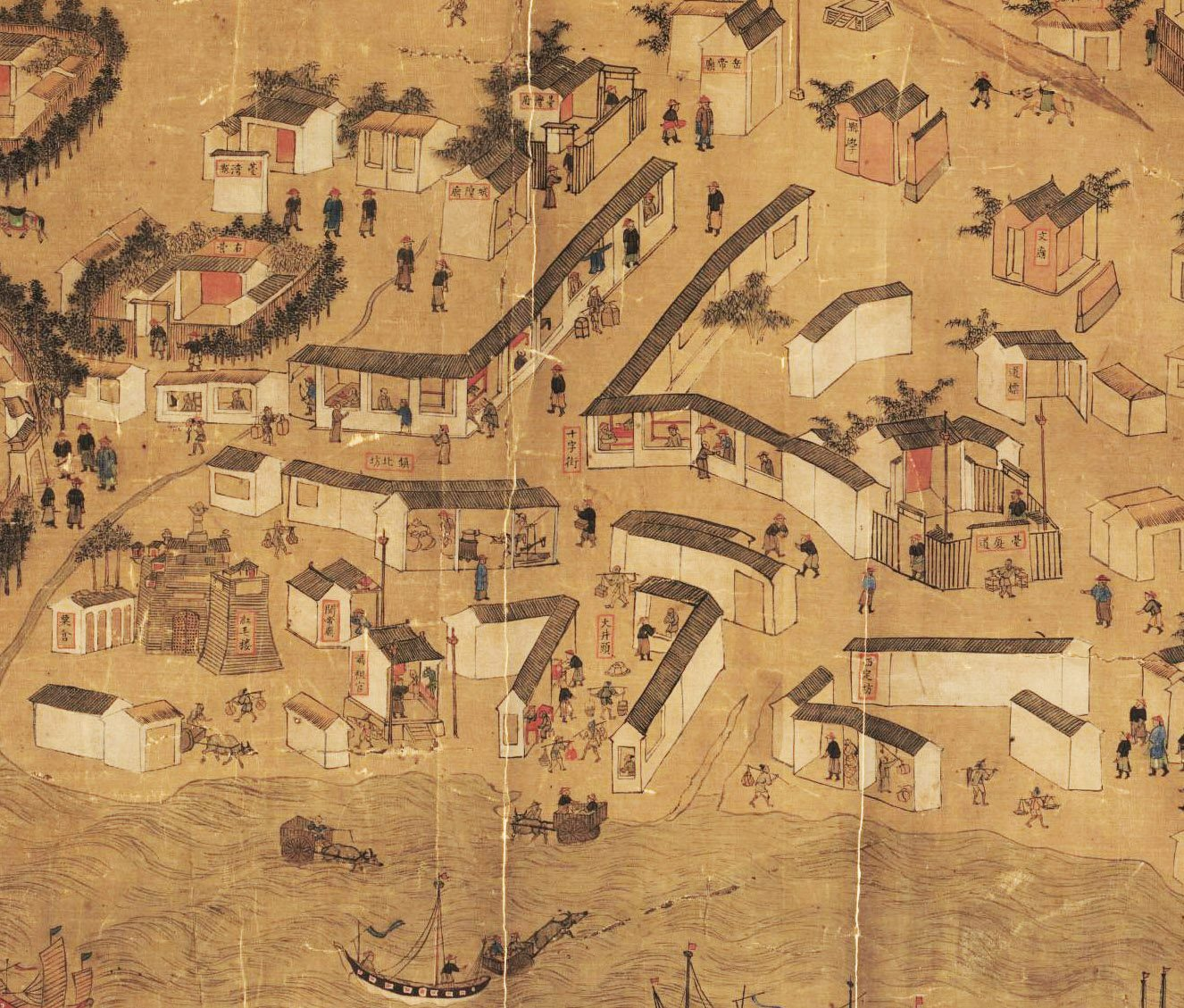
康熙時期〈臺灣地里圖〉中的十字大街

### 明鄭時期
明鄭時期，鄭氏以普羅民遮街與禾寮港街交會的十字大街為中心，將承天府市街劃分東安、鎮北、寧南、西定四坊，此時禾寮港街成為臺灣街坊的南北向中軸線。禾寮港街南接十字街交會處，北接過坑仔街，街上還興建了很多商舖。
而禾寮港街屬鎮北坊。天興知州曾於禾寮港街為謝燦妻立貞烈坊。

### 清朝
康熙四十九年（1710年），通營為水師協張得功，在禾寮港街建「澤敷海表」坊。乾隆五十三年（1788年），臺灣知府楊廷理創建旌義祠於禾寮港街，以表彰林爽文事件中殉難兵民的忠義氣節。。
後來禾寮港街地名為三四境街、曾振明街及五全境街所取代，三四境的名稱來由不明，曾振明為舖戶名稱，至遲在乾隆末年即已出現。
後來禾寮港街又拆成兩段，北段稱為「五全境街」，南段稱為「三四境街」；也有人把更南段的「打銀街」，也就是忠義路二段158 巷至民權路口之間，也算入禾寮港街的範圍。 

### 日治時期迄今
日治時期，歷經市區改正及町名改正，打銀街、五全境街及三四境街改直拓寬，合稱白金町，由南至北分別為白金町一丁目、二丁目、三丁目、四丁目、五丁目。民國之後成為忠義路的一部份。1788年創立的旌義祠在日治時期改為診所，前為醫生館、後為義民祿位，後來改建為大樓，目前為王立大樓，中央信託局。

## 外部連結
- 臺灣府城總爺街文化圈 （页面存档备份，存于）
- hqq臺南町目區分 1919-39年 （页面存档备份，存于）